# Bissiguin (Kossouka)
Pour les articles homonymes, voir Bissiguin.
Ne doit pas être confondu avec Bissighin.
Bissiguin, également orthographié Bassiguin, est une localité située dans le département de Kossouka de la province du Yatenga dans la région Nord au Burkina Faso.

## Géographie
Bissiguin est situé à environ 9 km au sud-ouest du centre de Kossouka, le chef-lieu du département, et à 12 km au sud de Séguénéga.

## Économie
L'agriculture permise par la retenue du barrage en remblai du village est la principale activité de Bissiguin, avec les échanges commerciaux de son marché.

## Santé et éducation
Le centre de soins le plus proche de Bissiguin est le dispensaire de Kiébléga puis le centre de santé et de promotion sociale (CSPS) de Kossouka tandis que le centre médical avec antenne chirurgicale (CMA) de la province se trouve à Séguénéga.